# Montbliart
 Montbliart  is een dorp in de Belgische provincie Henegouwen, en een deelgemeente van de Waalse gemeente Sivry-Rance. Montbliart was een zelfstandige gemeente, tot die bij de gemeentelijke herindeling van 1977 toegevoegd werd aan de gemeente Sivry-Rance.

## Demografische ontwikkeling
- Bronnen:NIS, Opm:1831 tot en met 1970=volkstellingen